# Коста Волпино
Коста Волпино (итал. Costa Volpino) је насеље у Италији у округу Бергамо, региону Ломбардија.
Према процени из 2011. у насељу је живело 8705 становника. Насеље се налази на надморској висини од 194 м.

## Становништво
| 1936. | 1951. | 1961. | 1971. | 1981. | 1991. | 2001. | 2011. |
| ----- | ----- | ----- | ----- | ----- | ----- | ----- | ----- |
| 3.745 | 4.482 | 5.611 | 7.260 | 8.479 | 8.213 | 8.460 | 9.194 |